# Lý Tài
Lý Tài (李才, ?–1777) là tướng Việt Nam thời kỳ nội chiến Tây Sơn - chúa Nguyễn cuối thế kỷ 18 trong lịch sử Việt Nam. Ông vốn là một thương gia và là hải tặc người Hoa, được phong làm tướng trong lực lượng hải quân Tây Sơn; sau đó lại phản Tây Sơn, theo giúp chúa Nguyễn và cuối cùng chết trong cuộc tranh chấp quyền lực với các tướng lĩnh của chúa Nguyễn.

## Giúp Tây Sơn
Năm 1771, anh em Tây Sơn do Nguyễn Nhạc cầm đầu nổi dậy chống chúa Nguyễn. Sau khi cuộc nổi dậy bùng nổ, Lý Tài chiêu mộ một nhóm những Trung Hoa tại Nam Trung Bộ ủng hộ Tây Sơn, một nhóm sau này được gọi là đội Hòa Nghĩa Quân (Harmony Army) vào năm 1773. Do vậy, Lý Tài được cho tham gia hải quân Tây Sơn.
Trong tháng 11 năm 1774, trong cuộc tiến quân của Tây Sơn, đội quân Trung Hoa đã phục kích và hạ sát nhiều địch quân, giúp cho Tây Sơn chiếm được Quảng Ngãi. Đầu năm 1775, quân Trịnh do Hoàng Ngũ Phúc chỉ huy đánh chiếm Phú Xuân. Chúa Nguyễn Phúc Thuần bỏ chạy vào Quảng Nam rồi lên đường vào Gia Định.
Cùng lúc, thủ lĩnh Tây Sơn Nguyễn Nhạc cũng mang quân ra đánh Quảng Nam. Hoàng Ngũ Phúc thúc quân tiến xuống. Nguyễn Nhạc cử một tướng người Hoa khác là Tập Đình làm tiên phong, Lý Tài làm trung quân đánh Trịnh. Hoàng Ngũ Phúc đang đà thắng lợi, đánh bại quân Tây Sơn ở Cẩm Sa. Tập Đình bỏ chạy tháo thân theo đường biển về Trung Quốc. Hòa Nghĩa Quân theo Nguyễn Nhạc rút chạy về Quy Nhơn.

## Giúp chúa Nguyễn
Nhân lúc Nguyễn Nhạc thua trận, tướng Nguyễn là Tống Phúc Hiệp lại từ Bình Khang ra đánh Phú Yên, quân Tây Sơn lại thua phải co về Quy Nhơn. Giữa năm 1775, em Nguyễn Nhạc là Nguyễn Huệ từ Quy Nhơn vào đánh chiếm lại Phú Yên. Nhân lúc quân Trịnh ở Quảng Nam bị dịch bệnh, Nguyễn Nhạc lại điều Nguyễn Huệ ra đánh Quảng Nam. Nguyễn Huệ ra bắc để lại Lý Tài giữ thành Phú Yên. Bất mãn vì mất chức chánh tướng về tay Nguyễn Huệ, ông nghe theo lời dụ của Tống Phúc Hiệp, mang thành Phú Yên sang hàng chúa Nguyễn.
Đầu năm 1776, Nguyễn Nhạc sai Nguyễn Lữ mang quân theo đường thủy vào đánh Gia Định. Nguyễn Phúc Thuần bỏ chạy về Bà Rịa. Lý Tài cùng các tướng Nguyễn là Đỗ Thanh Nhân, Mạc Thiên Tứ, Tống Phúc Hiệp tụ tập mấy cánh quân theo nhiều đường kéo về Nam Bộ tiếp ứng cho chúa Nguyễn. Nguyễn Lữ phải rút về Quy Nhơn.
Tháng 10 năm 1776, Nguyễn Phúc Dương bỏ trốn từ Quy Nhơn về Gia Định, gọi Lý Tài làm vây cánh. Giữa lúc Tống Phúc Hiệp qua đời, ông nảy sinh mâu thuẫn tranh giành quyền lực với tướng quân Đông Sơn là Đỗ Thanh Nhân. Bị Thanh Nhân khinh thị, Lý Tài mang quân đánh nhau với Thanh Nhân. Ông chỉ huy Hòa Nghĩa quân đánh úp quân Đông Sơn. Thanh Nhân chống cự không nổi, phải đắp lũy từ sông Bến Nghé đến Bến Than để cố thủ.
Tháng 11 năm 1776, Lý Tài ép Phúc Thuần nhường ngôi cho Phúc Dương làm Tân chính vương, còn Thuần làm Thái thượng vương. Ông được Nguyễn Phúc Dương phong là Bảo giá đại tướng quân.
Tháng 3 năm 1777, Nguyễn Nhạc lại cử Nguyễn Huệ làm tướng mang quân thủy vào đánh Gia Định lần thứ 2. Lý Tài thua trận, bỏ chạy khỏi thành, đưa 2 chúa Nguyễn về Hóc Môn. Sau đó ông lại bị thua trận phải rút khỏi Hóc Môn, nhưng bị quân Tây Sơn phong tỏa nên ông cùng đường buộc phải mang tàn quân chạy về Ba Giòng - căn cứ quân Đông Sơn của Đỗ Thanh Nhân. Kết quả Thanh Nhân mang quân Đông Sơn ra đón đường chặn đánh, tiêu diệt gọn tàn quân Hòa Nghĩa và giết chết Lý Tài. Không rõ năm đó Lý Tài bao nhiêu tuổi.